# John Brenner
John Brenner (Estados Unidos, 4 de enero de 1961) es un atleta estadounidense, especializado en la prueba de lanzamiento de peso en la que llegó a ser campeón mundial en 1987.

## Carrera deportiva
En el Mundial de Roma 1987 ganó la medalla de bronce en lanzamiento de peso, con un lanzamiento de 21.75 metros, quedando en el podio tras el suizo Werner Günthör y el italiano Alessandro Andrei.